# Vampyriscus
Vampyriscus é um gênero de morcegos da família Phyllostomidae. Podem ser encontradas desde Honduras, na América Central, até o norte e centro da Bolívia, na América do Sul. As três espécies de Vampyriscus eram classificadas no gênero Vampyressa, mas dados morfológicos e moleculares corroboram a posição de Vampyriscus como grupo-irmão de Chiroderma, enquanto Vampyressa é grupo-irmão de Mesophylla.

## Espécies
- Vampyriscus bidens (Dobson, 1878)
- Vampyriscus brocki Peterson, 1968
- Vampyriscus nymphaea Thomas, 1909